# Aleksandr Spendiarjan

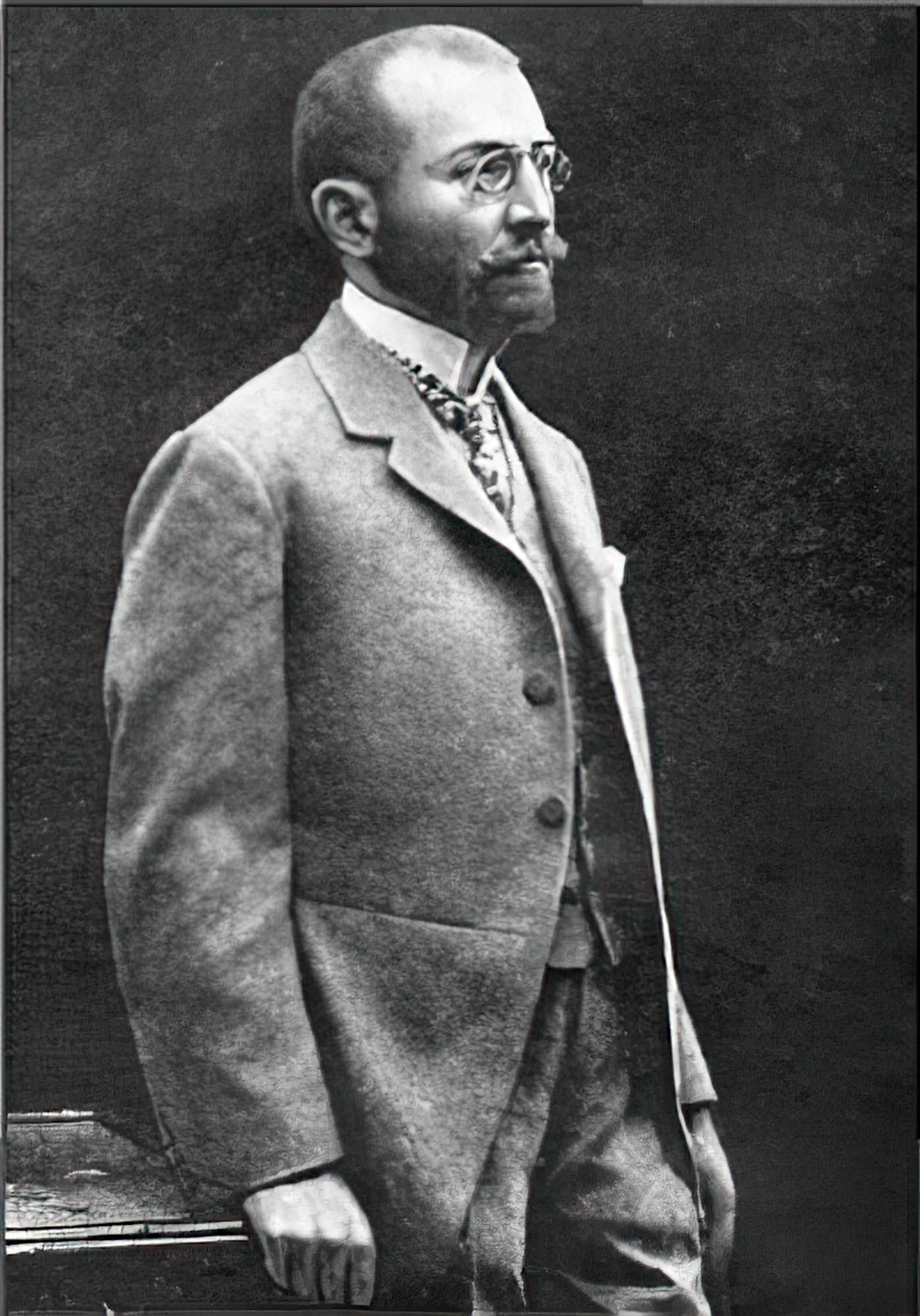
Alexander Spendiarjan

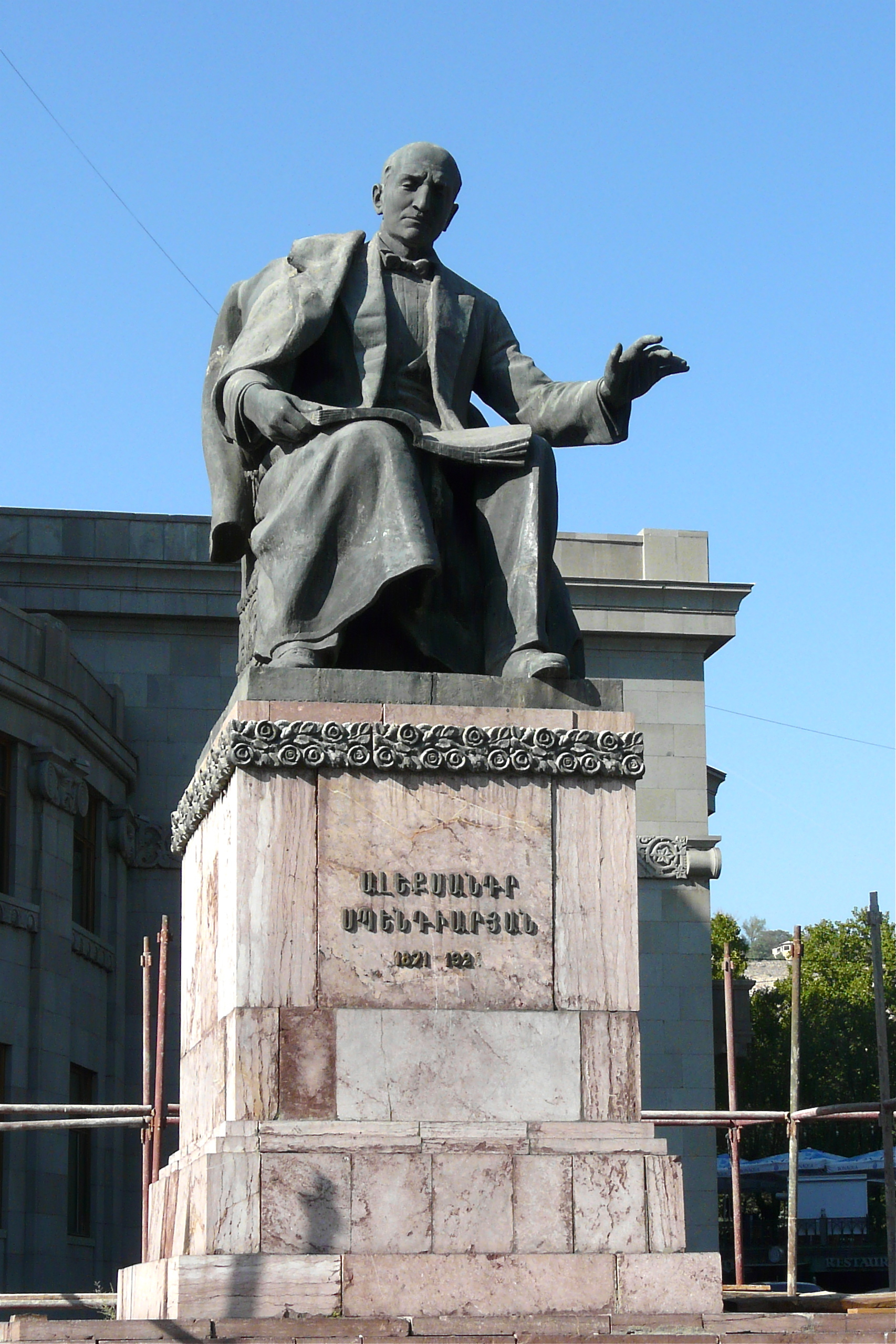
Spendiarjan-Denkmal (A. Sargsjan, G. Tschubarjan, 1957) vor dem Opern- und Ballett-Theater Jerewan

Aleksandr Spendiarjan (armenisch Ալեքսանդր Սպենդիարյան, auch russisch Александр Афанасьевич Спендиаров / Alexander Afanassjewitsch Spendiarow; * 20. Oktoberjul. / 1. November 1871greg. in Kachowka, Gouvernement Taurien; † 7. Mai 1928 in Jerewan) war ein armenischer Komponist.

## Leben
Spendiarjan studierte nach dem Besuch des Gymnasiums von Simferopol ab 1890 Naturwissenschaften und Jura in Moskau. Von 1896 bis 1900 nahm er privaten Kompositionsunterricht bei Nikolai Rimski-Korsakow in Sankt Petersburg. Er lebte dann in Jalta (ab 1901) und Sudak (ab 1916), bevor er sich 1924 als Lehrer am Konservatorium Jerewan niederließ. Er komponierte eine Oper, Orchester- und Chorwerke, Cello-, Klavier- und Violinstücke sowie Lieder auf russische und armenische Texte. Er gilt als Begründer der eigenständigen armenischen Nationalschule in der klassischen Musik. Dreimal erhielt er den vom Musikverleger Beljajew gestifteten Glinka-Preis. Seine unvollendete Oper Almast, ergänzt von Maximilian Steinberg, erklang erstmals 1933 zur Eröffnung des Armenischen Opern- und Ballett-Theaters, das nach ihm benannt ist.

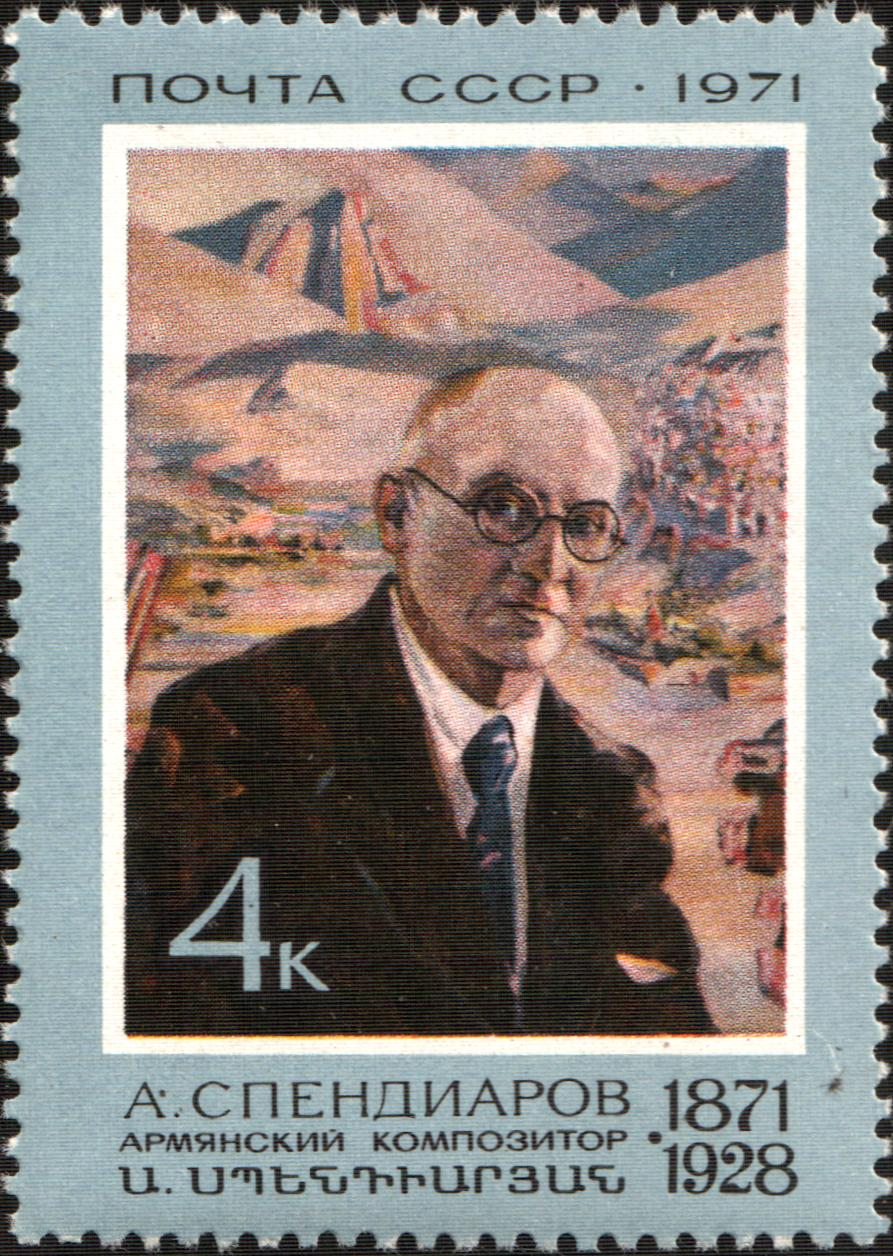
Eine sowjetische Briefmarke, 1971

## Werke (Auswahl)
- Der Fischer und die Fee, Romanze (1902)[7]
- Skizzen von der Krim (1903/1912)
- Drei Palmen (1905)
- Edelweiß nach Worten von Maxim Gorki (1911)
- Almast, Oper nach Howhannes Tumanjan (1918 begonnen, unvollendet)
- Almast, sinfonische Suite für Orchester I (1918/23) und II (1920/24)
- Ukrainische Suite (1921)
- Studie über hebräische Melodien (1921)
- Skizzen aus Jerewan (1925)